# Тата, Джамшеджи
Джамшеджи Насарванджи Тата (англ. Jamsetji Nasarwanji Tata, гудж. જમશેદજી તાતા, хинди जमशेदजी टाटा; 3 марта 1839, Навсари, Гуджарат, Британская Индия — 19 мая 1904, Бад-Наухайм, Пруссия) — индийский промышленник и бизнесмен, один из отцов индустриализации Индии. Джамшеджи Тата является основателем крупнейшей ныне индийской корпорации Tata Group.

## Биография
Джамшеджи Тата родился в небольшом городке на юге Гуджарата в семье парсов. Его родителями были Нуссерванджи и Дживанбай Тата. Его отец — Нуссерванджи Тата, стал первым бизнесменом в Индии из рода парских священнослужителей. Для занятия торговлей он выбрал Бомбей, куда и переехал с семьёй. 
К этому времени Джамшеджи Тата исполняется 14 лет и он поступает в бомбейский колледж Эльфинстоун. Ещё во время учёбы там юноша вступает в брак с Хирабаи Дабу. В 1858 году он оканчивает колледж в поступает на работу в торговую фирму своего отца. В 1868 году Дж. Тата отделяется от отцовского предприятия и создаёт собственное торговое общество с начальным капиталом в 21 тысячу рупий. 
В следующем году он покупает обанкротившуюся маслобойку в Чинчпокли, перестраивает её в хлопчатобумажную фабрику и затем, в 1871 году продаёт с большой прибылью. В 1874 году строит ещё одну хлопчатобумажную фабрику в Нагпуре и в январе 1877 года нарекает её «Empress Mill» — в честь принятия королевой Викторией в этом году титула императрицы Индии. С созданием этого предприятия Дж. Тата заложил основы современного текстильного производства в Индии.
Период, начавшийся со строительства предприятия Empress Mill был наиболее успешным в деятельности Дж. Тата. Именно тогда и в последующие 30 лет он закладывает основы будущей промышленной империи — Tata Group. Целью своей жизни бизнесмен поставил осуществление трёх важнейших задач в Индии:
- основание крупного сталеплавильного концерна,
- создание высшего учебного заведения, не уступающего лучшим университетам Запада,
- строительство гидроэлектростанции.

Самому Дж. Тата не удалось воплотить в жизнь все три задачи, однако благодаря его настойчивости и упорному труду все они были исполнены его потомками и наследниками по промышленной группе Тата:
- Tata Steel — первая в Азии и крупнейшая в Индии частная корпорация по выплавке железа и стали. Производит 4 миллиона тонн стали ежегодно.
- Индийский научный институт (IISc) — учебный и исследовательский институт в Бангалоре, в котором работает 2 тысячи специалистов в 48 научных отделах и лабораториях.
- Tata Power — крупнейшая в Индии частная компания по производству электроэнергии (общая производимая мощность — более 2300 МВт).

К одним из наиболее примечательных проектов Дж. Тата следует отнести строительство грандиозного исторического отеля Тадж Махал Палас в 1903 году в Бомбее (ныне — Мумбай). Отель был открыт 16 декабря 1903 года; его возведение обошлось приблизительно в 421 миллион рупий.
Дж. Тата был патриотом своей страны. Он поддерживал тесные связи с такими борцами за независимость родины, как Дадабхай Наороджи и Ферозшах Мехта. Связывал достижение независимости Индии с созданием мощной национальной промышленности и экономической её независимостью.
Джамшеджи Тата был первым этническим индийцем, владевшим личным легковым автомобилем (в 1901 году). Во время своей поездки по Индии Марк Твен нанёс Джамшеджи Тата визит в Бомбее.

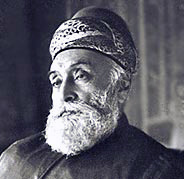

В честь Джамшеди Тата назван город Джамшедпур.